# Telpaneca
Telpaneca é um município da Nicarágua, situado no departamento de Madriz. Tem 353 km² de área e sua população em 2020 foi estimada em 23.736 habitantes.